# Edgardo Mercado Jarrín

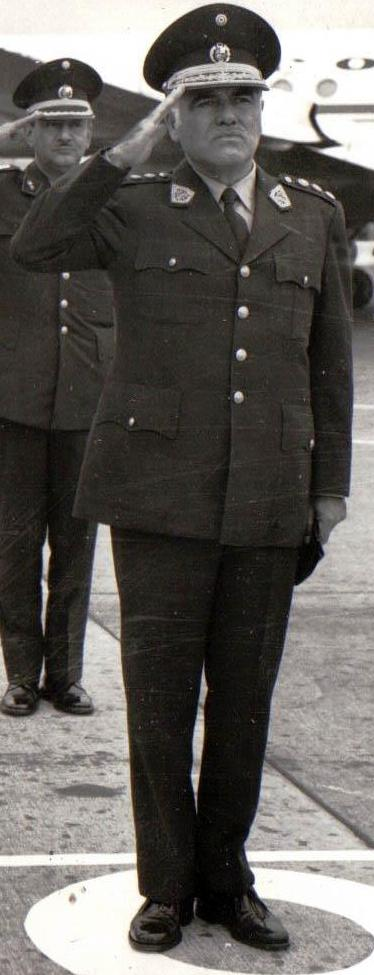
Edgardo Mercado Jarrín (1973)

Luis Edgardo Mercado Jarrín (* 19. September 1919 in Barranco, Lima; † 18. Juni 2012 in Lima) war ein peruanischer Generalmajor und Politiker, der während der Revolutionären Regierung von Präsident Juan Velasco Alvarado zwischen 1968 und 1971 Außenminister sowie von 1973 bis 1975 Premierminister von Peru war.

## Leben
Nach dem Besuch des Colegio Nacional in Tacna trat er im März 1936 als Soldat in die Streitkräfte ein und absolvierte an der Escuela Militar de Chorrillos seine Ausbildung zum Offizier. Am 1. Februar 1940 wurde er zum Unterleutnant der Artillerie befördert, ehe er nach seiner Beförderung zum Leutnant 1943 selbst Instrukteur an der Escuela Militar de Chorrillos wurde.
1946 wurde er nach seiner Beförderung zum Hauptmann Adjutant von Staatspräsident José Luis Bustamante y Rivero und behielt diese Funktion bis 1948. Im Anschluss wurde er Instrukteur an der Heeresartillerieschule(Escuela de Artillería del Ejército Peruano) und dort 1951 zum Major befördert und Professor für allgemeine Militärtaktik ernannt. 1955 erfolgte seine Beförderung zum Oberstleutnant und Ernennung zum Leiter der Abteilung für Forschung und Entwicklung an der Obersten Kriegsschule (Escuela Superior de Guerra) sowie im Anschluss zum Chef der Artilleriegruppe Mariscal Mar Nr. 6.
Nach seiner Beförderung zum Oberst wurde er 1960 zunächst Leiter der Nachrichtenabteilung und dann Stabschef der Ersten Leichten Division. 1963 wechselte er zum Zentrum für angewandte Militärstudien (Centro de Altos Estudios Militares, CAEM), an dem er als Professor für die nationale Strategie den Kurs für Militärstrategie begründete.
1966 wurde Mercado Jarrín Brigadegeneral und als solcher erst Direktor für das Nachrichtenwesen an der Heeresakademie (Escuela Mayor del Ejército) sowie daraufhin Kommandeur des Zentrums für militärische Ausbildung (Centro de Instrucción Militar del Perú), zu dem die Escuela Militar de Chorrillos (EMCH), Escuela Técnica del Ejercito und andere Militärschulen gehörten. Daneben lehrte er als Professor für Nachrichtenwesen und Nationalstrategie an der Forschungsschule (Escuela de Investigaciones).
Nach dem Militärputsch vom 2. Oktober 1968, der General Juan Velasco Alvarado an die Macht als Präsident einer Revolutionsregierung an die Macht brachte, wurde Mercado Jarrín am 3. Oktober 1968 Außenminister Perus und bekleidete diese Funktion bis zum 31. Dezember 1971. Am 1. Januar 1972 folgte ihm Generalmajor Miguel Ángel de la Flor als Außenminister, während er selbst am 1. Februar 1972 als Generalmajor Oberkommandierender des Heeres (Ejército del Peru) wurde.
Während dieser Zeit wurde er am 5. Januar 1969 mit dem Großkreuz des Ordens des Infanten Dom Henrique ausgezeichnet.
Ein Jahr später wurde er am 1. Februar 1973 Nachfolger von Ernesto Montagne Sánchez als Präsident des Ministerrates (Premierminister) sowie Kriegsminister. Diese beiden Ämter bekleidete er bis zu seiner Ablösung durch Francisco Morales Bermúdez am 1. Februar 1975.
Im Anschluss trat er in den Ruhestand und befasste sich in den folgenden Jahren mit außen- und verteidigungspolitischen Themen und verfasste dazu auch Sachbücher.

## Veröffentlichungen
- El Perú y su política exterior (1971)
- Seguridad, política, estrategia (1974)
- Ensayos (1974)
- Un sistema de seguridad y defensa sudamericano (1989)
- Consecuencias y enseñanzas de la guerra del Golfo Pérsico (1991)
- Perú: perspectivas geopolíticas (1993)
- La geopolítica en el tercer milenio (1995)